# Fiesta de Santa Vera Cruz en Cochabamba
La Fiesta de Santa Vera Cruz, también conocida como Fiesta de Santa Vera Cruz Tatala, Fiesta de Santa Veracruz, Fiesta de Santa Velacruz o Fiesta del Tatalita es una celebración que se realiza en el kilómetro 7 de la avenida Petrolera, camino a Valle Hermoso, en Cochabamba, Bolivia.
La fiesta tiene lugar el día 3 de mayo, y durante la festividad los devotos forman una extensa fila para acercarse al altar del Tatita, donde piden la bendición de sus pedidos. A los pies de la imagen, muchos fieles oran, agradecen o solicitan favores. También existe una fila especial está destinada a las mujeres o parejas que desean concebir, quienes esperan recibir un milagro a través de un muñeco que es dejado como ofrenda en el altar. 

## Historia y documentación

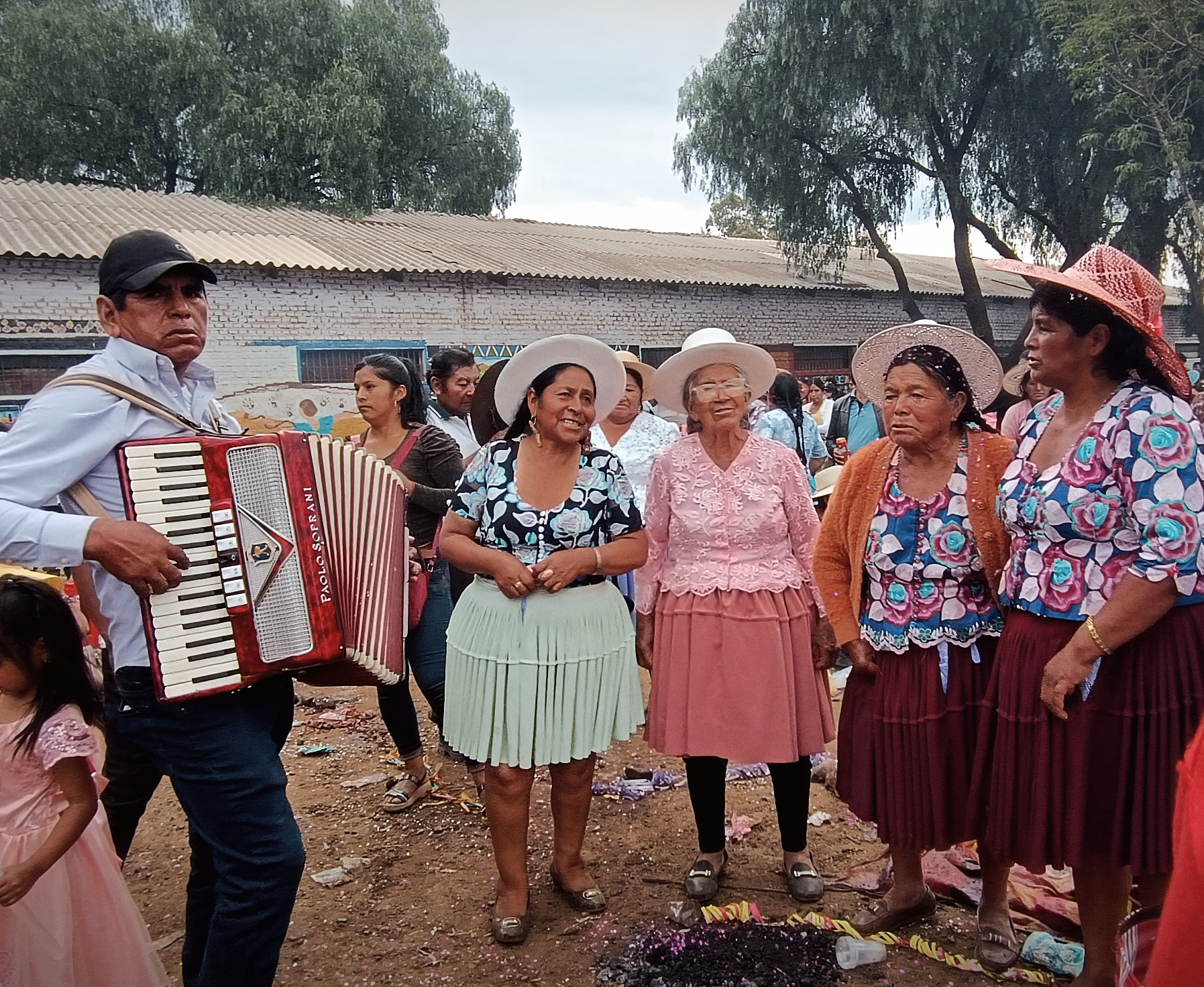
Encarnación Lazarte cantando coplas tradicionales en quechua en la Fiesta de Santa Vera Cruz

Desde la década de 1950, la capilla de Santa Vera Cruz se encuentra bajo la administración de sacerdotes de la Compañía de Jesús. Según la tradición oral, un campesino indígena encontró una piedra de forma triangular cuyas vetas naturales formaban la figura de una cruz. Este hallazgo fue interpretado como un signo sagrado, y con el tiempo la piedra comenzó a ser venerada por una creciente comunidad local.
Antonio Paredes Candia (1957) sobre esta fiesta menciona:
La fiesta de la Santa Vera Cruz de Jesucristo es típica y tradicional en el departamento de Cochabamba, destacándose por el concepto religioso-pagano que le ha atribuido la comunidad indígena. Aunque el pretexto de la festividad es conmemorar una fecha religiosa, el motivo subyacente está relacionado con la realización de supersticiones ancestrales. (1957)
La leyenda sostiene que, cuando se intentó trasladar la piedra a un nuevo sitio para reemplazarla por una cruz cristiana, esta desapareció misteriosamente. En su lugar, se instaló un crucifijo de madera bronceada de aproximadamente tres metros de altura, el cual pasó a ser objeto central de la devoción popular. Esta imagen es conocida formalmente como el Señor de Santa Veracruz, aunque en el imaginario colectivo se le invoca comúnmente con los nombres de Tata Veracruz o Velacruz Tatita.

La documentación explícita de Xavier Albó (1974) acerca de la Fiesta de Santa Vera Cruz señala:
Estos grupos de cholitas jóvenes cantando coplas alegres y atrevidas a un varón viejo, el Tatita, llamado viejito, a pesar del gran tamaño de la imagen, podrían expresar simbólicamente las relaciones asimétricas, a veces ásperas, que existen entre los padres y sus hijos, o entre marido y mujer en la vida diaria de las familias campesinas.

## Cronología de la fiesta
Una o dos semanas antes de la fiesta las personas llegan a la capilla de Santa Vera Cruz para visitarla y alrededor se asientan algunos puestos de comida y bebida.

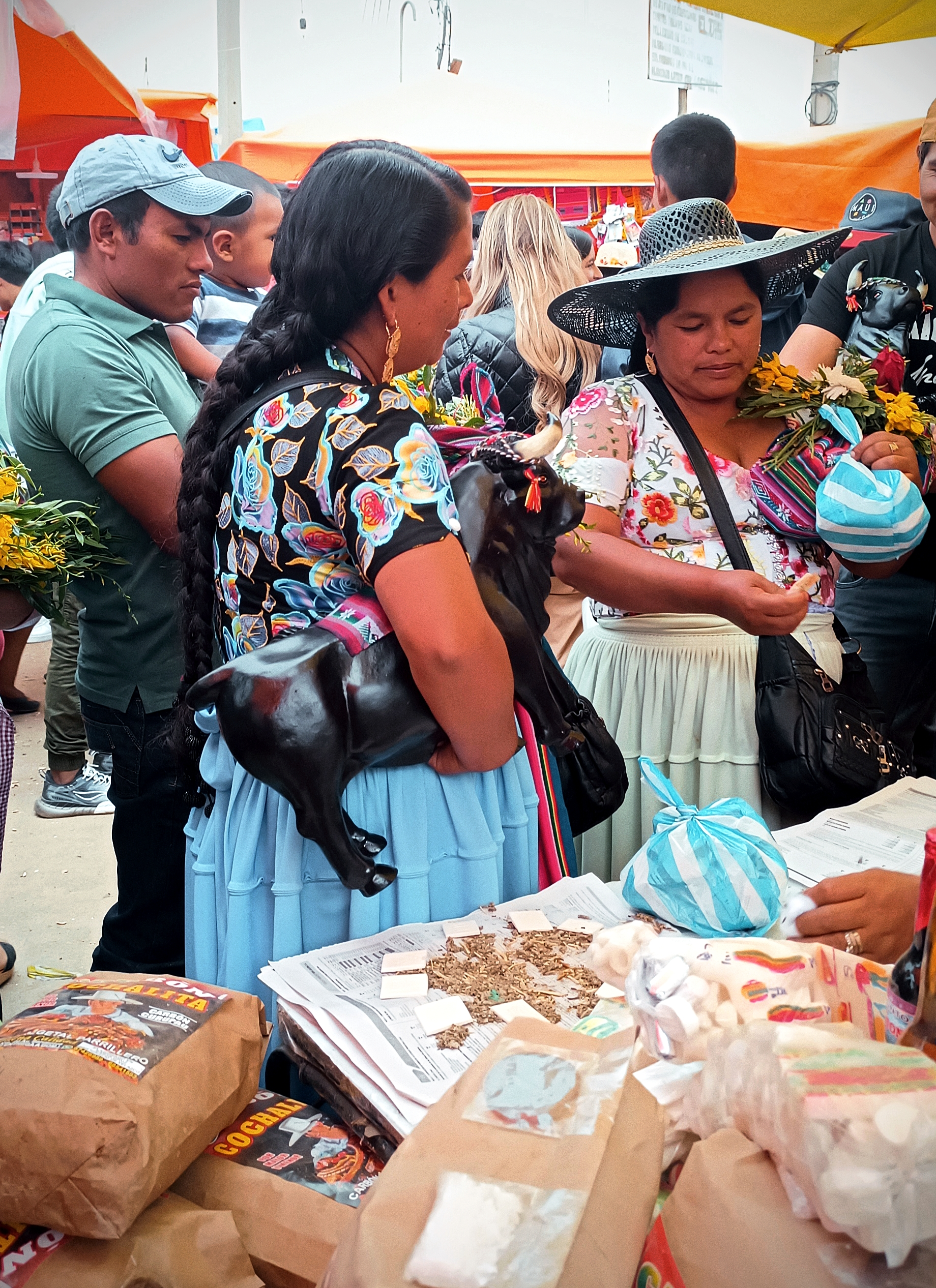
Mujeres con ofrendas para la Fiesta de Santa Vera Cruz

La celebración de Santa Vera Cruz se extiende entre el 2 y el 3 de mayo, atrayendo peregrinos de diversas regiones de Cochabamba. El 2 de mayo se realiza la vigilia, desde las primeras horas los fieles comienzan a llegar al santuario. En los alrededores del templo, pequeños grupos de devotos realizan ofrendas, que incluyen la quema de incienso, ch’alla y k'oa y muñecos de yeso con forma de animales como ser vacas, ovejas, gallinas, gallos y hasta bebés humanos.
En la tarde se expande  la música de acordeones acompañada por los cantos agudos de grupos de mujeres cholas quienes empiezan a cantar coplas en quechua y español dedicadas al Tata.
El 3 de mayo, es el día central de la festividad donde se realiza una misa. 

## Significado

### Creencias y motivaciones de los devotos
Las motivaciones de los creyentes que participan en la festividad de Santa Veracruz son diversas. Una de las más comunes es la solicitud de favores relacionados con la fertilidad y fecundidad especialmente la de los animales de crianza como vacas, ovejas, gallinas, patos y cerdos, entre otros. 

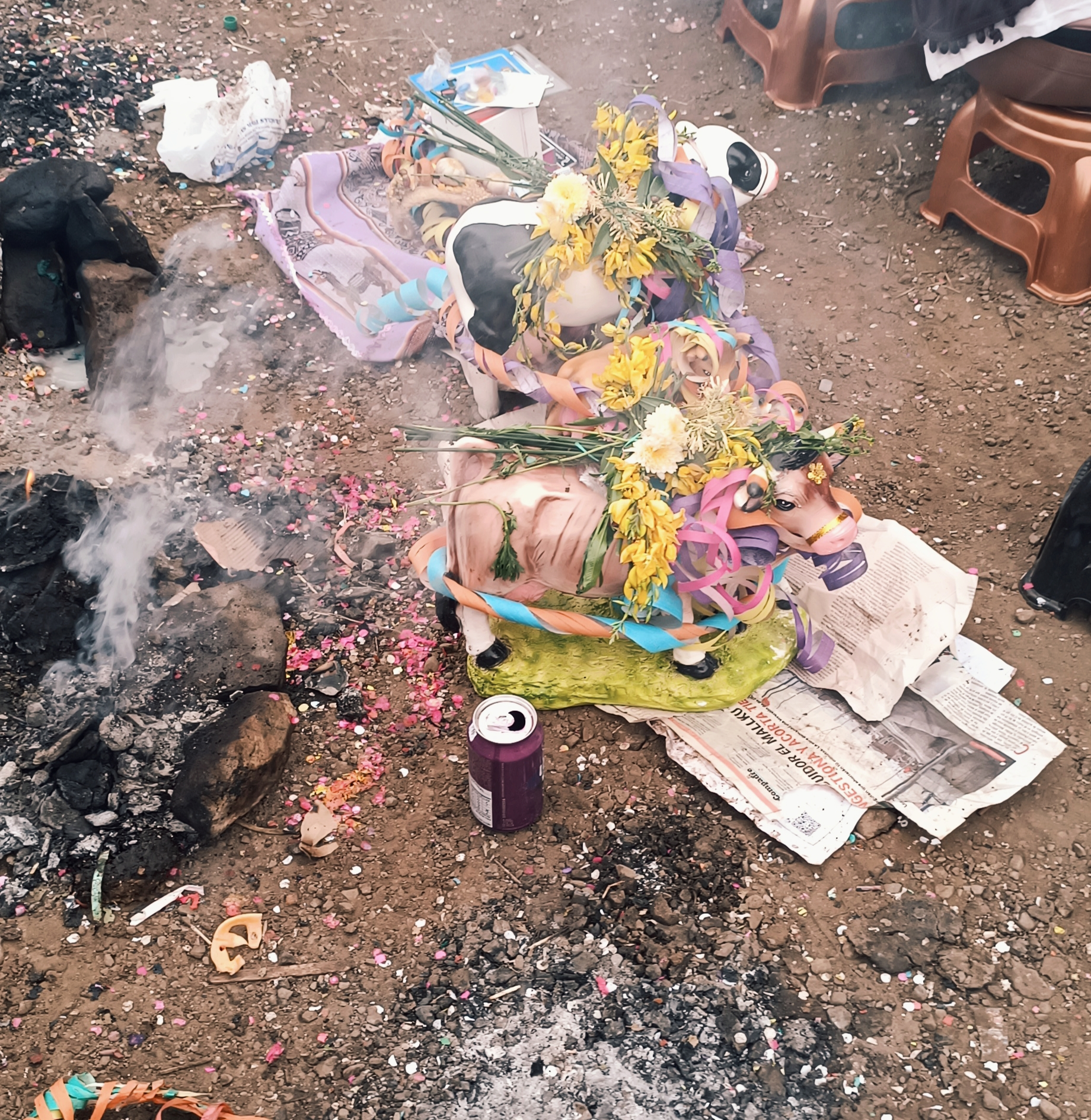
Ch’alla de deseos en la Fiesta Santa Vera Cruz, en Cochabamba

### Origen del término Tatala
Algunas interpretaciones etnográficas sugieren que el nombre de Tatala o Tatita, con el que se conoce al Cristo de Santa Vera Cruz, puede asociarse simbólicamente con la figura de un "padrastro" o "padre no carnal”.